# 1717 Arlon
Az 1717 Arlon (ideiglenes jelöléssel 1954 AC) a Naprendszer kisbolygóövében található aszteroida. Sylvain Julien Victor Arend fedezte fel 1954. január 8-án.